# Улица Салова (Санкт-Петербург)
Улица Са́лова — улица в исторических районах Волково, Волково поле, Посёлок Шаумяна, Рылеево и Купчино Фрунзенского административного района Санкт-Петербурга. Проходит от Волковского проспекта до линии Витебской железной дороги. На запад от железной дороги переходит в Благодатную улицу. Пересекает реку Волковку по Алмазному мосту.

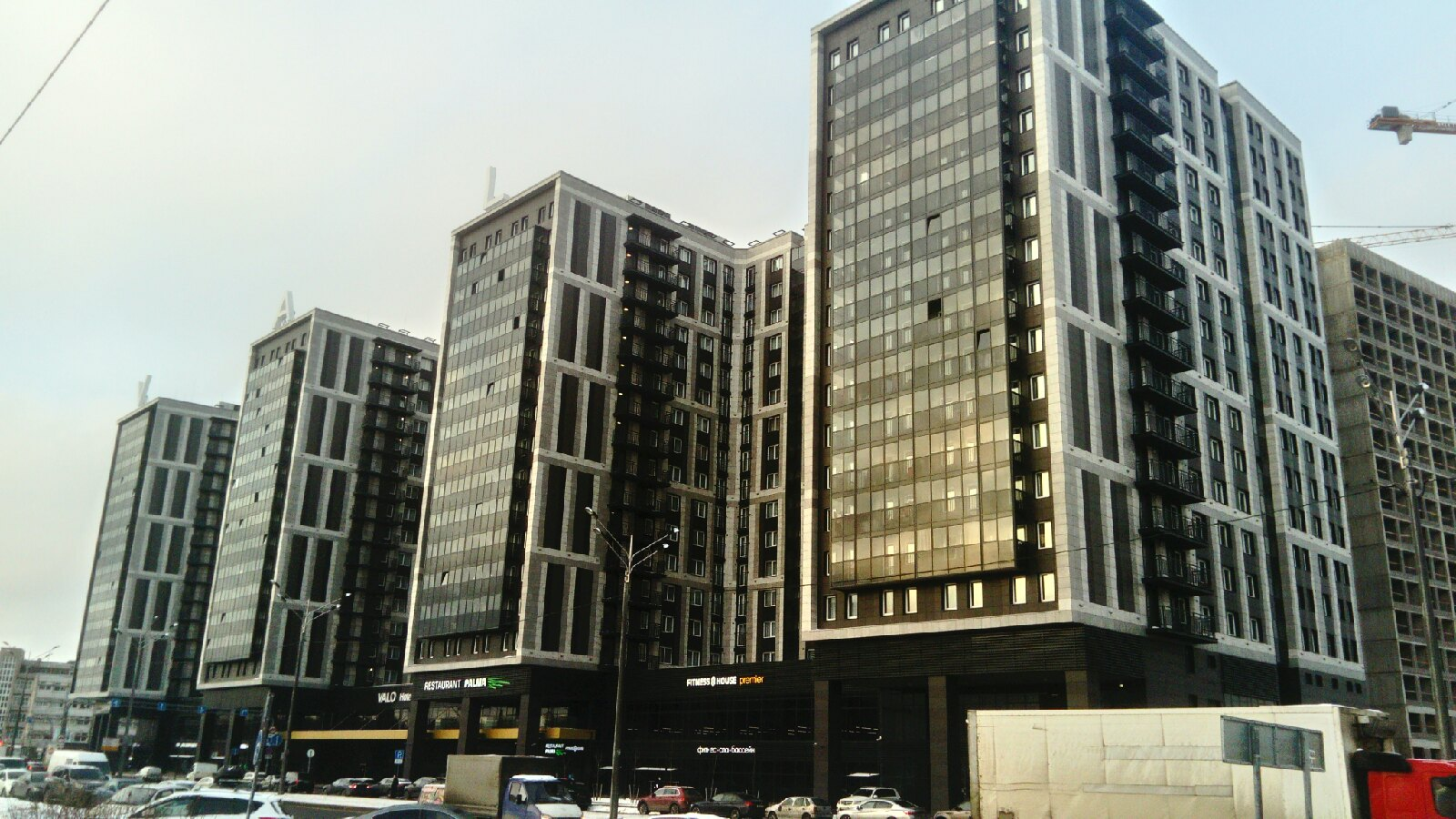
ЖК «Valo» (улица Салова, 61) напротив вестибюля станции метро «Бухарестская», 2020 год

## История
С 1896 года улица называлась Ново-Михайловской (от Волковского проспекта до поворота) по фамилии домовладельцев братьев Петра Ивановича и Михаила Ивановича Михайловых (дом 27, не сохранился). В 1911 году была разделена на две части, и участок до Соединительной железнодорожной линии стал Михайловской улицей.
Получила современное название 26 декабря 1940 года в память о лётчике Александре Михайловиче Салове (1917—1940), Герое Советского Союза, участнике Советско-финской войны, получившем смертельное ранение во время бомбардировки линии Маннергейма 17 февраля 1940 года. 
Объединила Ново-Михайловскую улицу, известную с 1896 года и Михайловскую улицу, выделенную из Ново-Михайловской в начале 1910-х годов. 
В 1960-х годах улица Салова была продлена до Витебской железной дороги. Вплоть до 1960-х годов служила южной границей города.

## География
От Волковского проспекта до дома 40 улица Салова идёт на юго-восток, затем поворачивает на юг и от дома 45 до Витебской железной дороги идёт на юго-запад. Длина — 4,1 км.

## Пересечения
С севера на юг (по увеличению нумерации домов) улицу Салова пересекают следующие улицы:
- Волковский проспект — улица Салова примыкает к нему;
- Грузинская улица — примыкание;
- улица Самойловой — примыкание;
- линия Соединительной железной дороги — пересечение по путепроводу;
- соединительная железнодорожная линия Волковская — Фарфоровская — пересечение по путепроводу;
- улица Брагина — примыкание;
- Софийская улица — примыкание;
- улица Кованько — примыкание;
- Бухарестская улица — пересечение;
- Волковский проспект — примыкание;
- Витебская Сортировочная и Белградская улицы — пересечение;
- Витебская железная дорога — пересечение по путепроводу с переходом улицы Салова в Благодатную улицу.

## Транспорт
У пересечения улицы Салова и Бухарестской улицы расположена станция метро «Бухарестская». На расстоянии около 500 м по прямой от начала улицы находится станция «Волковская». На расстоянии 1,5 км располагается станция «Международная». Эти станции относятся к 5-й (Фрунзенско-Приморской) линии.
По участку улицы Салова от Бухарестской улицы до Витебской железной дороги с 1966 года проходит трамвайная линия (маршруты № 43 и 45).
По улице проходят автобусные маршруты № 36, 59, 117 и 141.
Ближайшая к улице Салова железнодорожная платформа — Пост 5 км (около 400 м по прямой от пересечения соединительной железнодорожной линии Волковская — Фарфоровская). На расстоянии около 1,0 км по прямой от начала улицы расположена платформа Навалочная, на расстояниях около 1,3 км по прямой от начала и 1,5 км от конца улицы — платформа Воздухоплавательный парк.
Ближайшие к улице грузовые железнодорожные станции — Волковская (кратчайшее расстояние — около 400 м), Витебская-Товарная (около 850 м по прямой от начала улицы) и Витебская-Сортировочная (около 900 м по прямой от конца улицы).

## Общественно значимые объекты
- бизнес-центр «Старт-Сервис» (у пересечения с линией Соединительной железной дороги) — дом 27, литера А;
- Центр управления дорожным движением — дом 66, корпус 1;
- МРЭО ГИБДД № 7 — дом 66, корпус 2;
- Санкт-петербургский автобизнесцентр — дом 70;
- Автотранспортный и электромеханический колледж (у пересечения с Бухарестской улицей) — дома 63, 65;
- Межрайонная инспекция Федеральной налоговой службы России № 27 по Санкт-Петербургу — дом 65;
- Ново-Волковское кладбище (у примыкания Волковского проспекта) — дом 80;
- Торгово-развлекательный центр «РИО» (между примыканием Волковского проспекта и рекой Волковкой) — улица Фучика, дом 2.